# Motorola Solutions
Motorola Solutions, Inc. és un proveïdor nord-americà d'equips de vídeo, equips de telecomunicacions, programari, sistemes i serveis que va succeir a Motorola, Inc., després de l'escissió del telèfon mòbil. divisió a Motorola Mobility l'any 2011. L'empresa té la seu a Chicago, Illinois.